# Thuir
Thuir (în catalană Tuïr) este o comună în departamentul Pyrénées-Orientales din sudul Franței. În 2009 avea o populație de 7.319 de locuitori.

## Evoluția populației
| An        | 1975  | 1982  | 1990  | 1999  | 2006  | 2009  |
| --------- | ----- | ----- | ----- | ----- | ----- | ----- |
| Populație | 6.023 | 6.356 | 6.638 | 7.257 | 7.399 | 7.319 |